# پیتر دبای
پـِیتر یوزفوس ویلهموس دِبای (به هلندی: Peter Joseph William Debye) (زاده ۱۸۸۴ - درگذشته ۱۹۶۶) فیزیک‌دان و شیمی‌دان هلندی مقیم آمریکا در رشته مهندسی برق تحصیل کرد و سپس به فیزیک روی آورد.
در سال ۱۹۰۸ میلادی از دانشگاه مونیخ درجه دکتری گرفت. وی در سال ۱۹۳۵ میلادی مدیر انجمن قیصر ویلهلم شد و در سال ۱۹۳۶ میلادی جایزه نوبل در شیمی را دریافت کرد. در سال ۱۹۴۰ میلادی بنا به دعوت دانشگاه کرنل به آمریکا رفت و به ریاست بخش شیمی دانشگاه منصوب شد و در سال ۱۹۴۶ میلادی به تبعیت آمریکا درآمد

تمبر یادبود پیتر دبیه - انتشار در ۱۹۹۵ - هلند

## افتخارات علمی
- طولی مهم در فیزیک پلاسما را به نام او طول دبی نامیده‌اند[۲]